# 39 (număr)
39 (treizeci și nouă) este numărul natural care urmează după 38 și este urmat de 40.

## În matematică
- 39 este suma unor numere prime consecutive (39 = 3 + 5 + 7 + 11 + 13) și este de asemenea produsul dintre primul și ultimul termen al acestui șir de numere (39 = 3 x 13). Este un număr semiprim,[1][2] iar dintre numerele semiprime, doar 3 alte numere mai prezintă această proprietate descrisă (10, 155 și 371).
- Este suma primelor trei puteri ale lui 3 (39 = 31 + 32 + 33). Funcția Mertens pentru 39 ia valoarea 0.[3]
- Este un număr Perrin.[4]
- Este un număr Størmer.[5][6]

## În știință
- Este numărul atomic al ytriului.[7]

### Astronomie
- NGC 39 este o galaxie spirală în constelația Andromeda.
- Messier 39 este un roi deschis din constelația Lebăda.
- 39 Laetitia este o planetă minoră.
- 39P/Oterma este o cometă periodică din sistemul solar.

## În cultura populară
- 39 de trepte sau Cele treizeci și nouă de trepte, roman de John Buchan, ecranizat de mai multe ori:
  - 39 de trepte (1935)
  - 39 de trepte sau Cele 39 de trepte (1959)
  - 39 de trepte (1978)
  - 39 de trepte (2008)